# Saraw
Els cheraw, també coneguts com a saraw o saura, eren una tribu d'amerindis dels boscos del sud-est que parlaven una llengua siouan, i que vivien a l'àrea Piedmont de Carolina del Nord vora les muntanyes Sauratown, a l'est de Pilot Mountain i al nord del riu Yadkin. Vivien en llogarets prop del riu Catawba. El seu primer contacte amb els europeus i africans estava amb l'expedició d'Hernando de Soto en 1540. L'explorador John Lawson els va incloure en la confederació sioux oriental més gran, que ell va anomenar "la nació esaw."
Després dels atacs a la fi del segle xvii i començaments del segle xviii, es van traslladar al sud-est al voltant del riu Pee Dee, on el nom cheraw va ser utilitzat més àmpliament. Es van extingir com una tribu, encara que alguns descendents van sobreviure com a pobles romanents.

## Nom
Originalment conegut com a saraw, van arribar a ser conegut pel nom d'un dels seus pobles, Cheraw. També foren coneguts com a charáh, charrows, charra, charaws, charraws, chara, sara, saura, suali, sualy, xualla, i xuala. El nom que s'anomenaven a si mateixos es perd en la història, però els cherokees els anomenaven ani-suwa'ii i el catawbes Sara ("lloc d'herbes altes"). Els espanyols i portuguesos anomenaren llur territori Xuala (o Xualla).

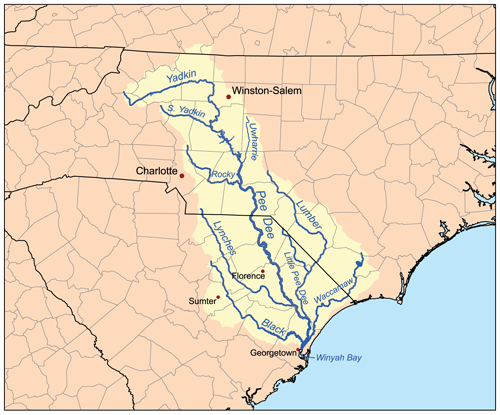
Confluència del riu Pee Dee

Els primers registres anglesos de Carolina del Sud es refereixen als Saura, pronunciat "Saraw", un parell de vegades.

## Territori
Els cheraw (Saura, Xualae) foren registrar en diverses parts de Carolina del Sud, Carolina del Nord, Virgínia i Virgínia Occidental. A principis del segle xviii els cheraw vivien en l'actual comtat de Chesterfield a l'est de Carolina del Sud. Aquesta regió, que ara abasta els comtats de Chesterfield, Marlboro, Darlington, i parts del de Lancaster, va ser coneguda posteriorment en els segles xviii i xix com "The Cheraws", "Cheraw Hills", i més tard "Old Cheraws." El seu llogaret principal és a prop del lloc de l'actual Cheraw, prop de la frontera de Carolina del Nord. Cheraw va ser una de les primeres ciutats de l'interior el qual els euroamericans van establir a Carolina del Sud.

## Història

### Orígens
Els estudiosos tenen teories contradictòries sobre la tribu, la seva història, i la seva relació amb altres tribus. Algunes fonts diuen que els cheraw descendeixen del cacicat de Joara, de la cultura del Mississipi, situat en l'actual Carolina del Nord occidental. A la meitat del segle xvi l'expedició de Juan Pardo va fundar l'efímer Fort de San Juan a Joara.

### Segle XVI
Hi ha poques referències històriques dels cheraw. L'explorador espanyol De Soto podria haver passat per ciutats cheraw a les muntanyes prop de l'actual Asheville (Carolina del Nord) i als comtats de Henderson, Polk i Rutherford a Carolina del Nord en 1540. Els seus llogarets eren adjacents a les dels pee dee i catawbes.

### Segle XVII
En 1600 podrien haver sumat uns 1.200. En 1670 van sortir de les seves llars prop de l'actual Asheville per assentar-se en la part superior del riu Yadkin, llavors el riu Dan al comtat de Rockingham. Pel 1672 es podrien haver mogut a la regió del comtat de Stokes, prop de les muntanyes Saura.
En 1670 l'explorador alemany John Lederer, partint de Fort Henry en la colònia de Virgínia, va explorar profundament Carolina del Nord i hi descriu una gran ciutat que va anomenar "Sara", en les muntanyes que "va rebre dels espanyols el nom de Suala." Va escriure que els nadius hi extreien cinabri per fer porpra per pintar-se la cara, i feien coques de sal. James Needham i Gabriel Archer també van explorar tota l'àrea de Fort Henry en 1671, i van descriure aquesta ciutat com a "Sarrah." 

### Segle XVIII
En 1710, degut als atacs dels seneques de la confederació iroquesa (Haudenosaunee) des del nord (l'imperi de la qual es va estendre al llarg de la frontera colonial cap al nord, amb terrenys de caça a la vall de l'Ohio i la vall del riu Sant Llorenç), els cheraw es traslladaren al sud-est i es van unir a la tribu keyauwee. A les viles d'indis Saura se les coneix com a Baixa Sauratown i a les altres Alta Sauratown, i en aquell moment eren abandonades. Baixa Sauratown era situada sota de l'actual ciutat d'Eden (Carolina del Nord), prop de la desembocadura del Town Creek al nord-est del comtat de Rockingham, mentre que Alta Sauratown es trobava al comtat de Stokes, Carolina del Nord.
La nació Saura fou registrada en The Journal of Barnwell com a mantenint un llogaret a la riba oriental de les branques més baixes del riu Pee Dee durant la Guerra Tuscarora en 1712. Alguns cheraw lluitaren amb Carolina del Sud en la Guerra Tuscarora.
En 1712 John Barnwell liderà una força de 400-500 homes contra els tuscarores a Carolina del Nord. Gairebé totes les seves forces eren amerindis, organitzats en quatre companyies, basade en part en factors tribals i culturals. La primera i segona companyies eren formades per indis amb forts llaços amb Carolina del Sud. La tercera companyia era dels "indis del nord" que vivien més lluny de Charles Town i la lleialtat no era tan forta. Entre ells, els catawba, waxaw, wateree i congaree, entre d'altres.
La quarta companyia era d'indis del nord que vivien encara més lluny i la lleialtat era encara més feble. Entre aquest grup hi havia els saraw, saxapahaw, pee dee, cape fear, hoopengs i altres. Aquesta quarta companyia es caracteritzà per alts nivells de deserció.
L'historiador Alan Gallay ha especulat que els saura i saxapahaw desertaven de l'exèrcit de Barnwell a causa que els seus pobles eren propensos a ser atacats pels tuscarores en venjança per ajudar a Carolina del Sud a la guerra. Gallay descriu la ubicació aproximada de les terres Saura com "a uns 60 quilòmetres riu amunt dels Peedees" la llar es descriu com "al riu Peedee a uns 80 quilòmetres a l'oest de la costa". Això posa als Saura a l'àrea general dels alts rius Dan i Yadkin.
En 1715 els guerrers cheraw es van unir a altres tribus del sud-est en la Guerra Yamasee per lluitar contra l'esclavitud dels indis pels euroamericans, pel maltractament, i la invasió del seu territori. El 18 de juliol de 1715, una delegació cheraw representà les tribus catawba a Williamsburg (Virgínia) i negocià la pau. Deixaren la guerra l'octubre de 1715.
En 1728, William Byrd va dur a terme una expedició per topografiar la frontera de Carolina del Nord i Virgínia, i va reportar la trobada de dos llogarets Saura al riu Dan, conegudes com a 'Baixa Ciutat Saura' i 'Alta Ciutat Saura'. Les viles havien estat abandonades durant la visita de Byrd. Va assenyalar en el seu escrit que els Saura havien estat atacats i gairebé destruïts pel seneques 30 anys abans, que havien estat atacant pobles a la frontera de la seva base en l'actual Nova York. Se sabia que els saura s'havien traslladat al sud de l'àrea del riu Pee Dee.
Quan el Consell de Virgínia va oferir protecció a les tribus en 1732, els cheraw demanaren unir-se als saponis. En 1738 una epidèmia de verola va delmar tant els cheraw com els catawbes. En 1755 els cheraw van ser persuadits pel governador de Carolina del Sud James Glen d'unir-se als waccamaw, peedee, i catawba, dirigits per King Haigler. Les restes de les tribus es barrejaren. Alguns de la tribu podrien haver-se desplaçat cap al nord i fundar l'"assentament Charraw" al llarg de Drowning Creek, (actual comtat de Robeson) Carolina del Nord. La tribu va ser destruïda en la major part abans de la meitat del segle xviii per la invasió europea en el seu antic territori.
Pel 1754 les famílies racialment mixtes vivien al llarg del riu Lumbee. Dones cheraw amb el cognom Groom es van casar en aquest grup, que més tard es va conèixer com a lumbee.
Van ser registrats per darrer cop com a tribu diferent entre els catawba en 1768. Durant la Guerra Revolucionària, ells i els catawba retiraren les seves famílies a les mateixes àrees prop de Danville (Virgínia), on hi havien viscut abans. Els seus guerrers servien la causa patriota sota comandament del general Thomas Sumter.

## Població
En 1715, el colonialista de Carolina del Sud John Barnwell va dur a terme un cens dels indis a la regió. Els saraw es van agrupar amb els pobles "del nord" o "Piemont". Aquest grup tenia relativament menys vincles amb Carolina del Sud i no es va comptar amb tanta precisió com els muscogee, cherokees, yamasee, i altres. Altres pobles "del nord" Piemont nomenats en el cens de 1715 eren els catawbes, waccamaw, santee, congaree, wereaw i altres. Els saraw foren registrats com a resident a una vila amb una població de 510 habitants, dels quals 140 eren homes i 370 eren dones i nens. Carolina del Sud va adquirir probablement aquests nombres, almenys parcialment a través de fonts de segona mà i estimacions.
En 1768 els Cheraw sumaven només 50-60 individus.

## Descendents
En 1835 els descendents cheraw, que havien estat absorbits pels catawbes, foren classificats com a "gent lliure de color" en registres local. Actualment la tribu reconeguda estatalment dels lumbee del comtat de Robeson (Carolina del Nord), i la Banda Sumter d'Indis Cheraw del comtat de Sumter (Carolina del Sud), reclamen ser descendents dels cheraw.

## Homònims
Cheraw (Carolina del Sud) rep el nom per la tribu. Cheraw (Colorado) va rebre el nom del primer colonitzador que havia nascut a Cheraw, Carolina del Sud, i emigrà a l'Oest.